# Victor Blüthgen
Victor Blüthgen (né le 4 janvier 1844 à Zörbig et décédé le 2 avril 1920 à Berlin) est un poète et écrivain allemand.

## Biographie
Fils de maître de poste, élève des Fondations Francke de Halle-sur-Saale, y étudie la théologie à partir de 1869 et fréquente le séminaire de Wittemberg. Au début, il travaille comme tuteur puis à partir de 1876, il travaille comme journaliste, d'abord au Krefelder Zeitung, puis au Die Gartenlaube et à partir de 1880 au mensuel allemand Deutsche Monatsschrift de Julius Lohmeyer (de). Ses poèmes et récits pour enfants paraissent dans le journal Die deutsche Jugend.  Il a publié des romans, des nouvelles, des textes d'opéra et est surtout connu pour les textes de ses enfants. Il a notamment écrit des textes sur des livres illustrés d'Oscar Pletsch (de) et de Fedor Flinzer. En 1898, Blüthgen épouse l'écrivaine Clara Kilburger. Blüthgen est enterré à Bad Freienwalde.

## Travaux (sélection)
- Bäder und Sommerfrischen. Lebens- und Landschaftsbilder von den beliebtesten Kurorten Deutschlands, Österreichs und der Schweiz. Leipzig: Schloemp 1882
- Der Preuße. Erzählung. Berlin: Goldschmidt 1889
- Das Geheimnis des dicken Daniel und anderes., Vier Erzählungen für die Jugend, Stuttgart: Union Deutsche Verlagsgesellschaft 1890 (Geschichten haben Bezug zu seiner Heimatstadt Zörbig)
- Der Weg zum Glück, Erzählungen für die reifere Jugend, Stuttgart: Gebrüder Kröner
- Lebensfrühling, Erzählungen für die Jugend, Stuttgart: Gebrüder Kröner
- Gedankengänge eines Junggesellen. Leipzig: Reclam 1897
- Ein "ehrlicher Makler" / Asra. zwei Novellen. Leipzig: Reclam um 1900
- Aus gärender Zeit. Roman. Leipzig: Reclam 1901
- Die Spiritisten. Leipzig 1902
- Bekenntnisse eines Hässlichen und andere Geschichten. Stuttgart: Engelhorn 1905
- Im Kinderparadiese - Kinder-Lieder und Reime, Gotha: Perthes 1905
- Die kleine Vorsehung, Roman, Berlin: Perles 1909
- Mama kommt!

Malgré ses nombreuses œuvres en prose, seules quelques-unes ont été imprimées et distribuées après sa mort.

## Poésie
L'œuvre lyrique de Blüthgen a été conservée dans de nombreuses œuvres et livres pour enfants à ce jour. Les recueils de poèmes sérieux pour enfants et adolescents manquent rarement d'énumérer ses poèmes importants, tels que :
Die fünf Hühnerchen

Ich war mal in dem Dorfe,

Da gab es einen Sturm,

Da zankten sich fünf Hühnerchen

Um einen Regenwurm.

Und als kein Wurm mehr war zu sehn,

Da sagten alle: Piep!

Da hatten die fünf Hühnerchen

Einander wieder lieb.
 ou 
Ach, wer das doch könnte!

Gemäht sind die Felder,

Der Stoppelwind weht.

Hoch droben in Lüften

Mein Drache nun steht,

Die Rippen von Holze,

Der Leib von Papier,

Zwei Ohren, ein Schwänzlein

Sind all seine Zier.

Und ich denk: so drauf liegen

Im sonnigen Strahl,

Ach, wer das doch könnte

Nur ein einziges Mal!

Da guckt ich dem Storch

In das Sommernest dort:

Guten Morgen, Frau Störchin,

Geht die Reise bald fort?

Ich blickt in die Häuser

Zum Schornstein hinein:

O Vater und Mutter,

Wie seid ihr so klein.

Tief unter mir säh ich

Fluss, Hügel und Tal,

Ach, wer das doch könnte,

Nur ein einziges Mal!

Und droben, gehoben

Auf schwindelnder Bahn,

Da fasst ich die Wolken,

Die segelnden an;

Ich ließ mich besuchen

Von Schwalben und Krähn

Und könnte die Lerchen,

Die singenden sehn;

Die Englein belauscht ich

Im himmlischen Saal;

Ach, wer das doch könnte,

Nur ein einziges Mal!